# David Vostell
Santiago David Vostell (Colônia, 10 de Outubro de 1960) é um compositor e director de cinema germano-espanhol.

## Biografia
É o primeiro filho do casamento do artista alemão Wolf Vostell com a sua esposa extremenha Mercedes Guardado Olivenza, que se casam em 1959, em 
Cáceres e se mudam para Colônia em 1960. O seu pai e a obra deste moldam a sua personalidade e a sua visão da vida desde os primeiros momentos da sua infância. O ambiente artístico dos anos 60 e do início da década de 70 marca-o intensamente. Colegas do seu pai, como Nam June Paik e Allan Kaprow, com quem partilhava muitos momentos enquanto adolescente, influenciam-no profundamente.
Em 1978, termina a sua formação em meios de comunicação no Sender Freies Berlin. Faz um estágio profissional na Agência de Publicidade TBWA, em Frankfurt am Main, e como assistente de montagem de filmes. Trabalha como projectista em cinemas, num laboratório fotográfico e como fotógrafo. Em 1979, juntamente com antigos colegas de escola, roda o filme experimental 36574 Bilder em 8 mm. Em 1980, realiza um filme documental com o título Endogen Depression sobre uma instalação de Wolf Vostell.
Em 1982, roda a curta-metragem Ginger Hel com Mark Eins, o fundador do grupo musical DIN A Testbild, e com a actriz Panterra Hamm. É uma extravagante história de amor do underground de Berlim do início da década de 80. Esta curta-metragem mostra-nos desde já a sua afinidade especial com a música. Música em longas passagens rítmicas. Planos de câmara de longa duração. As cenas de diálogo e acção dos actores estão reduzidas a cenas fundamentais. Assim, cria-se uma estilística na qual a música não só acompanha o filme como adquire uma importância idêntica à das imagens. Entre 1985 e 1989, realiza 7 vídeos musicais.
Em 1990, David Vostell filma a longa-metragem The Being from Earth em Los Angeles na língua inglesa. Este filme de tema fantástico conta a história de um ser, uma mistura entre animal e planta, nascido da areia do Deserto de Mojave. Longos movimentos de câmara. As cenas dos actores restritas apenas a cenas fundamentais. Diálogos reduzidos aos necessários e muita música fazem-nos reconhecer a sua direcção individual.
Em 1992, realiza o filme documental Vostell 60 – Rückblick 92 sobre a retrospectiva de Wolf Vostell em Colónia. Em 1995, trabalha numa série de desenhos que reflectem as suas visões cinematográficas e publica-os no livro Sketch Book 95 / 96. 
Depois da morte de Wolf Vostell, em 1998, David Vostell reconhece a sua responsabilidade relativamente à herança do pai. Desde 1998 até 2001, dá estrutura e cronologia ao Arquivo Wolf Vostell.
Desde 2002 que David Vostell trabalha como compositor em Espanha. Em 2003, cria a Sinfonía n.º1. Em 2004, a Sinfonía n.º 2. Em 2005, David Vostell compõe Fórmulas de la Vida, 24 suites para 24 palavras essenciais como nascimento, amor e sonhos. O libreto / booklet digital do CD visualiza as 24 palavras em colagens fotográficas digital que estão em contexto directo com as suas composições. 
Em 2006, compõe El Universo es Música, banda sonoras criadas para vídeo-sequências de galáxias longínquas enviadas para a Terra pelo Telescópio espacial Hubble. O libreto/booklet digital do CD mostra 26 colagens fotográficas digital que visualizam, de forma precisa e concreta, viagens no tempo e a procura de formas de vida desconhecidas no universo.

## Filmografia
- 1979: 36574 Bilder
- 1980: Endogen Depression
- 1982: Das Porträt
- 1982: E.d.H.R. (Elektronischer dé-coll/age Happening Raum)
- 1982: Ginger Hel
- 1985: Homo Sapiens
- 1985: Lost in Life
- 1985: She is so nice
- 1985: Tutila
- 1986: Cabala Músíca
- 1986: Blue way in
- 1987: Blood and Cocee
- 1989: Coma Amazonica
- 1990: The Being from Earth
- 1991: Bestia Pigra
- 1992: Rückblick 92

## Discografia
- 2003: Symphony Nº 1
- 2004: Symphony Nº 2
- 2005: Formulas of Life (24 suites)
- 2006: The Universe is Music (Soundtrack)
- 2007: Influences (10 suites)
- 2008: EEM / Erotic Enlightenment Mythologies (9 suites)
- 2009: Voyage inside the human body (Soundtrack)
- 2009: Voyage - human body (7 suites)
- 2009: Benediction (Soundtrack)
- 2010: Prélude (Soundtrack)
- 2010: Serotonin (10 suites)
- 2011: Room (7 suites)
- 2012: My mind (13 suites)
- 2012: In Paradisum  (Soundtrack)
- 2012: The Goddess of Rain (Soundtrack)
- 2012: Valentina (Soundtrack)
- 2013: Woman & Nature near Extinction (Soundtrack)
- 2013: Solid (8 suites)
- 2014: Lone Ride (6 suites)
- 2014: Karma-Base, Volume 1 (9 tracks)
- 2014: Endogen Depression (Soundtrack)
- 2015: L'Uomo - Documental (Soundtrack)
- 2015: L'Uomo - Featurette (Soundtrack)
- 2015: L'Uomo (Soundtrack)
- 2015: Vita (Soundtrack)
- 2015: Cruising at night (Soundtrack)
- 2015: Beautiful Earth (Soundtrack)
- 2015: Biest (3 tracks)
- 2016: Curse (3 tracks)
- 2016: How Sweet It Is To Love (Soundtrack)
- 2017: For you (Soundtrack)
- 2017: Vita II (Soundtrack)
- 2017: Revenge (3 tracks)
- 2018: Ease (3 tracks)

## Colagens fotográficas digital
- 2005: Fórmulas de la Vida (24 obras)
- 2006: El Universo es Música (26 obras)
- 2007: Influencias (10 obras)
- 2008: EEM / Erotic Enlightenment Mythologies (9 obras)
- 2009: Viaje - cuerpo humano (7 obras)
- 2010: Serotonina (10 obras)
- 2011: Room (7 obras)
- 2012: Mi mente (13 obras)

## Leitura
- TIP Berlin Magazin, No. 25 / 1991, de Lars Olav Beier.
- Anja Oßwald: Steiner Art Tapes. Ars Nicolai, Berlin, 1994, ISBN 3-89479-049-0.
- Léxico del Cine de Ciencia-Ficción, de Ronald M. Hahn y Volker Jansen. Editorial Heyne, 1994, ISBN 3-453-11860-X.
- Film Yearbook 1995, de Lothar R. Just, Editorial Heyne, ISBN 3-453-08130-7.
- Fischer Film Almanach 1995. Editorial Fischer, 1995, ISBN 3-596-12762-9.
- Michaela Nolte: David Vostell, Sketch Book 95 / 96, 1996.
- David Vostell, Sketch Book 97 / 98, 1998.
- David Vostell Biografía / Recopilación 1978 - 2008. Michaela Nolte. Editorial nivel 88, 2008, ISBN 978-84-612-2941-3.
- The World of David Vostell 1976 - 2018. Sun Chariot Books, Cáceres 2019, ISBN 978-84-949836-3-4.